# Pułapka jonowa

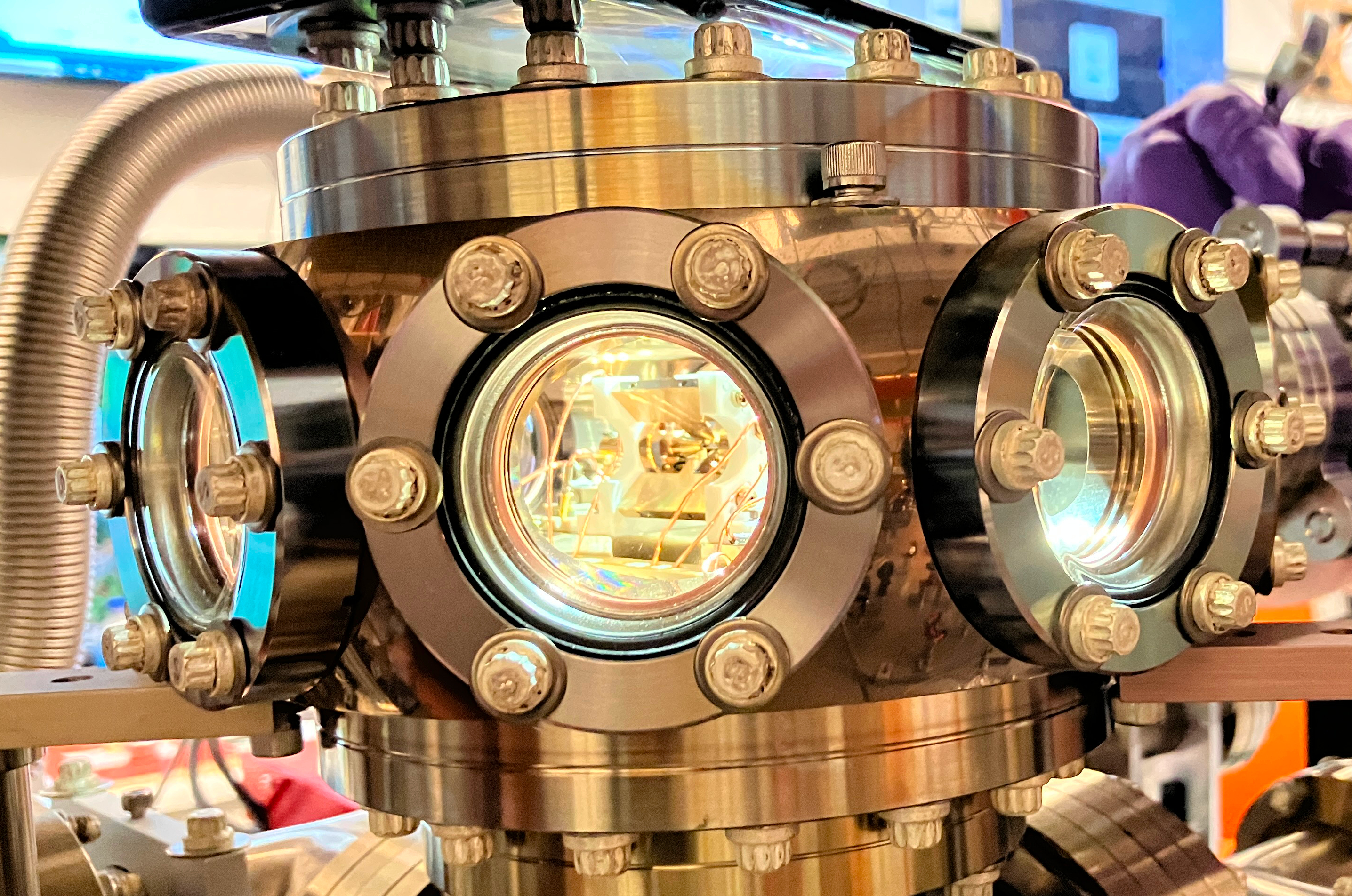
Liniowa pułapką jonowa, służąca do precyzyjnych pomiarów jonów radu.

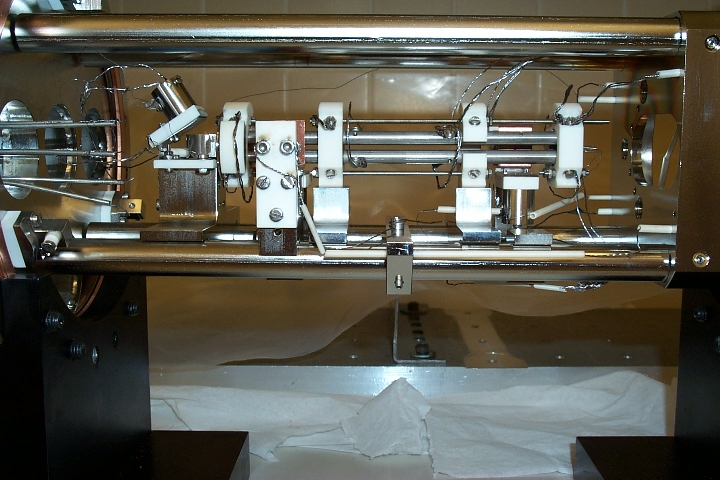
Liniowa pułapka jonowa w University of Calgary

Pułapka jonowa - urządzenie, którego podstawowym zadaniem jest przechowywanie cząstek obdarzonych ładunkiem (np. jonów, elektronów, protonów) przez pewien czas. Do uwięzienia jonów wykorzystuje się połączenie pól elektrycznych i magnetycznych. 
Najważniejsze typy pułapek:
- Pułapka Penninga – uwięzienie cząstki uzyskuje się przez jednorodne pole magnetyczne oraz kwadrupolowe pole elektryczne,
- Pułapka Paula (kwadrupolowa) – uwięzienie cząstki następuje przez połączenie statycznego i zmiennego kwadrupolowego pola elektrycznego. Wyróżnia się pułapkę liniową (2D) i cylindryczna (3D).
- pułapka elektrostatyczna Kingdoma (Kingdom trap) – uwięzienie cząstki następuje wyłącznie przez pole elektrostatyczne. Na jej założeniach zbudowano Orbitrap.

Pułapki jonowe rozbudowane o dodatkowe elementy umożliwiają manipulację jonami przez co mają szereg zastosowań naukowych, takich jak pomiar masy, własności magnetycznych i elektrycznych cząstek, wytwarzanie jonów, separatory jonów. Dzięki temu znajdują zastosowanie w badaniach podstawowych fizyki jak i pomiarach technicznych.